# Cascada de Gavarnie
La cascada de Gavarnie, también conocida como Grande Cascade de Gavarnie, es la cascada más alta de Francia y la segunda de Europa fuera de Noruega (tras la Cascada Röthbach en Alemania, de 423 metros); las 16 cascadas más altas de Europa se encuentran todas en Noruega, entre ellas: Vinnufossen (865m), Baläifossen (849m), Strupenfossen (819m), Ramnefjellsfossen (818m) y Mongefossen (772m). La cascada está situada en el Circo de Gavarnie, a media hora caminando desde el pueblo de Gavarnie, en el departamento de Altos Pirineos, región de Mediodía-Pirineos. Está dentro del parque nacional de los Pirineos.

## Descripción
La cascada marca el inicio del río Gave de Pau. Es alimentada por la fusión de la nieve y un pequeño glaciar al pie del Pico Cilindro, situado en España. Esta agua se filtra bajo tierra hasta que sale por el borde superior de la cascada. El caudal medio anual de la cascada es de 3 m³/s. En invierno, a veces se congela y deja de fluir.
La altura de la caída, está dividida en dos saltos, las capturas más importantes de una elevación de 281 m, es tan importante que el agua se vaporiza en una nube de aerosol. La corriente de aire de la cascada determina un microclima frío en los pies y mantiene un campo de nieve con un puente de nieve (que desaparece gradualmente con el aumento de las temperaturas). El flujo es muy variable, tan bajo como 6 m³ / s durante el verano y hasta 200 m³ / s durante las lluvias y nevadas, principalmente en invierno y otoño.

## Galería

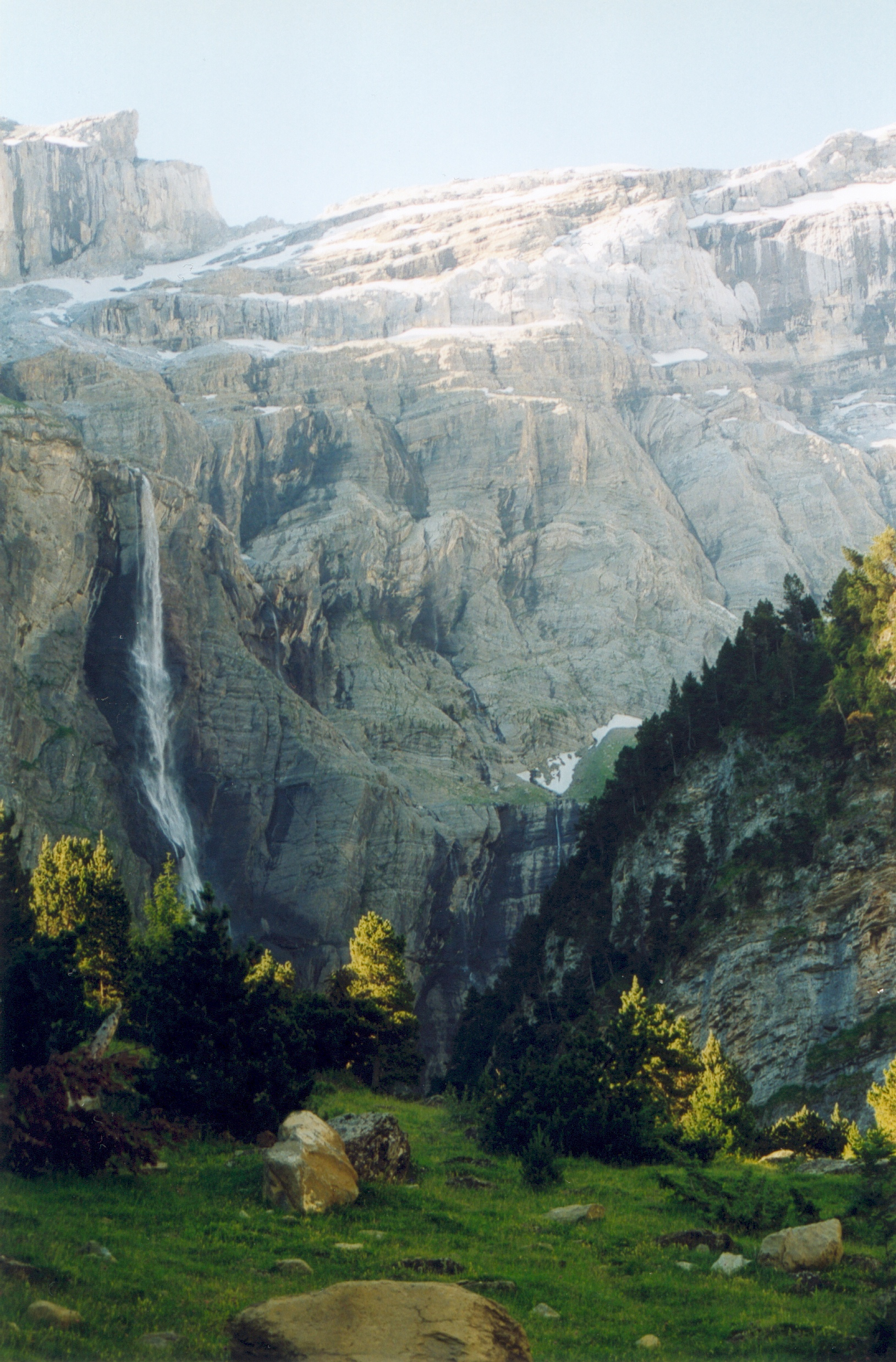
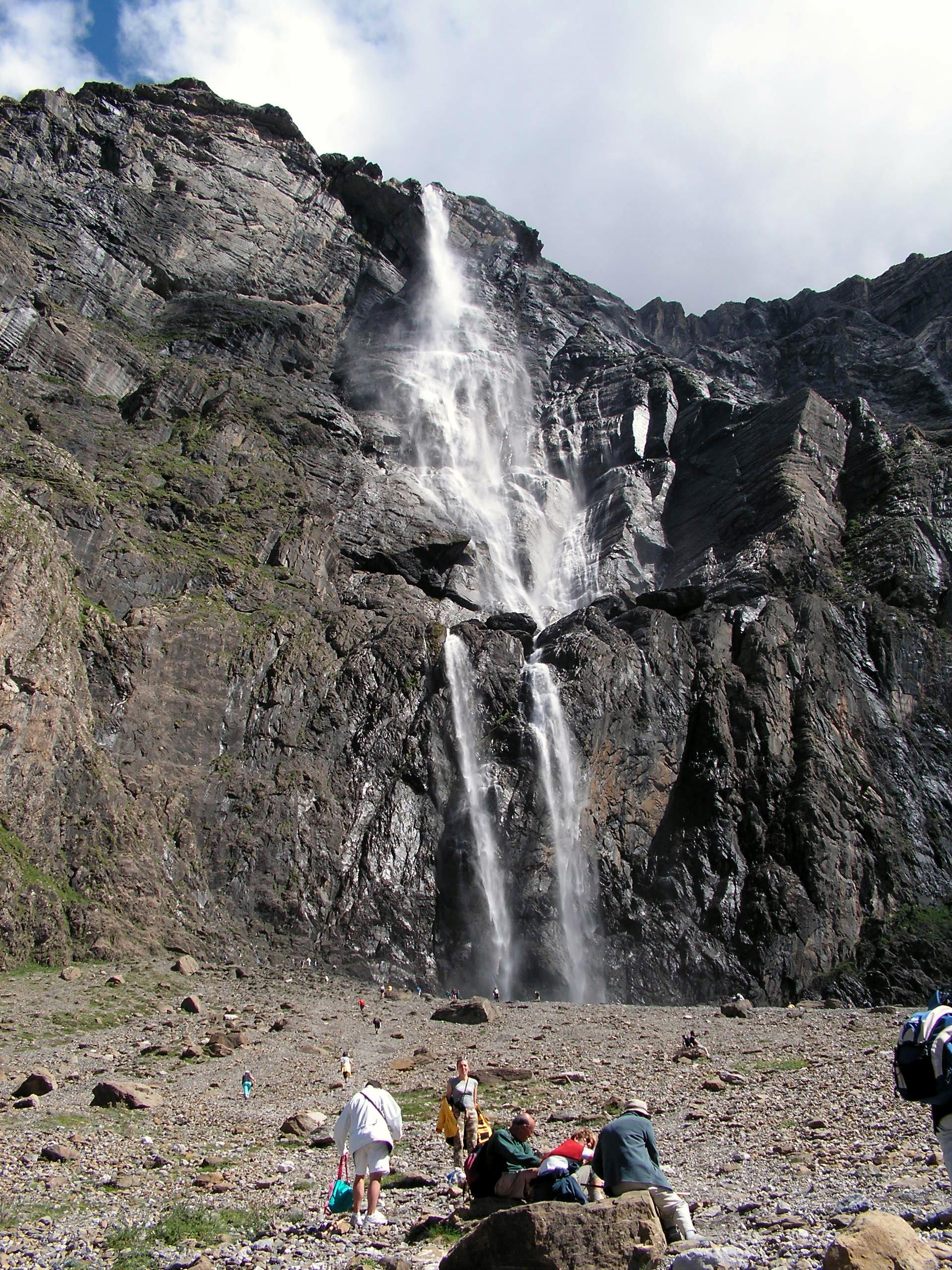
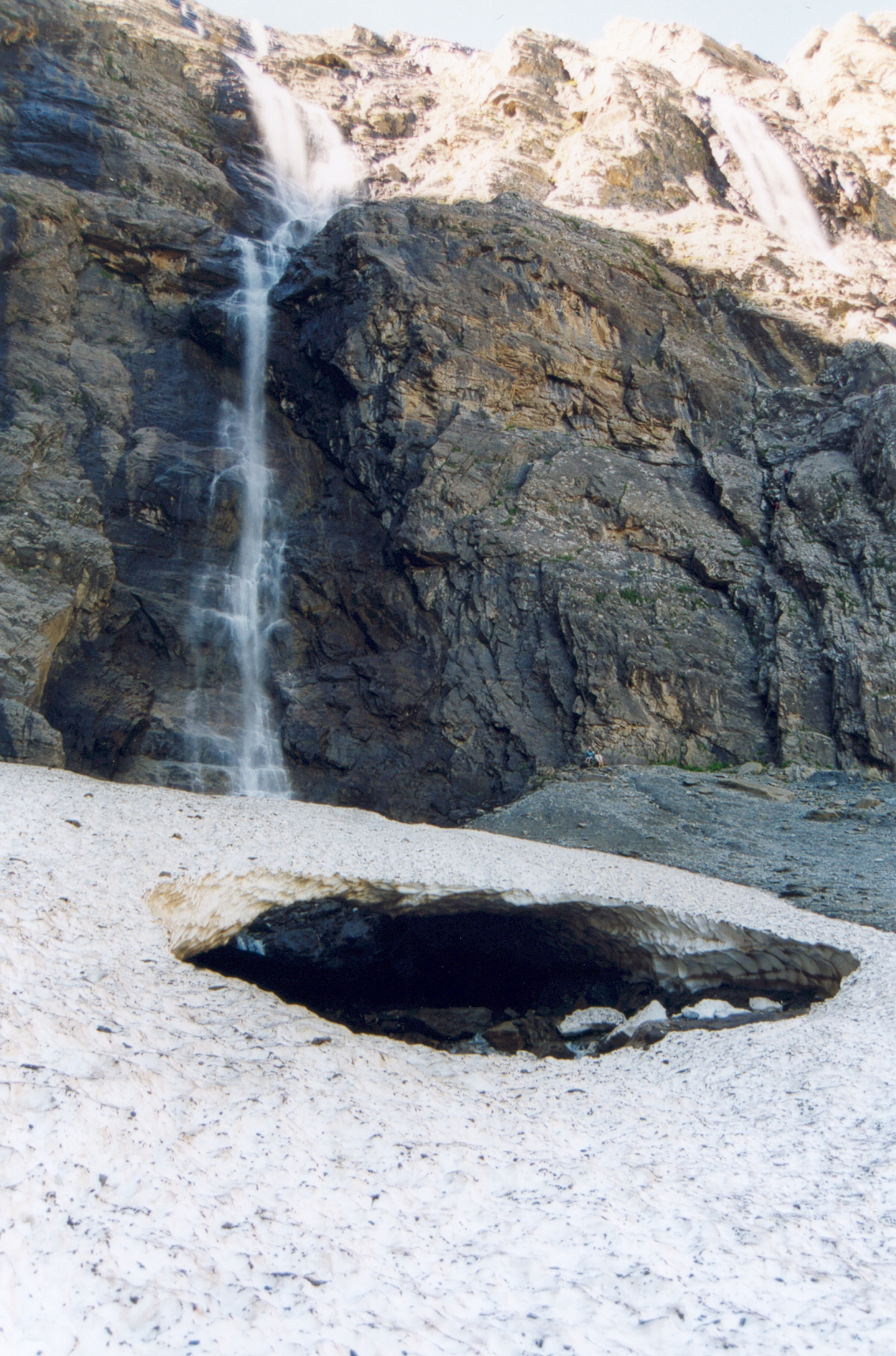
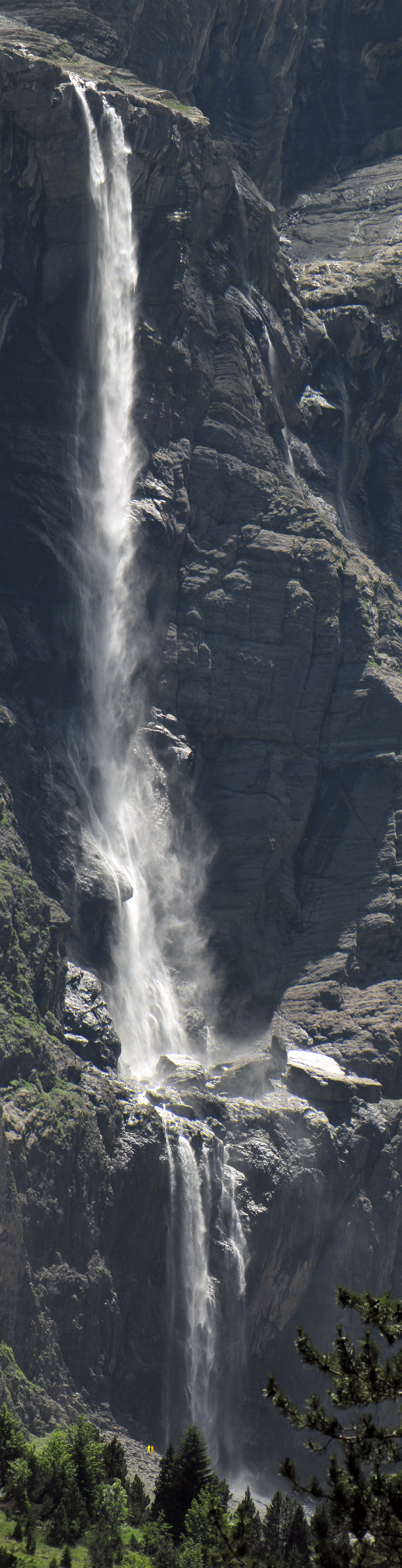